# فتح‌الله حسینی
فتح‌الله حسینی (۱۳۴۲، روستای پنج‌ستون سرپل ذهاب - ) نمایندۀ دورهٔ نهم و دوازدهم مجلس شورای اسلامی از حوزۀ انتخابیۀ قصرشیرین، سرپل ذهاب و گیلانغرب در  استان کرمانشاه میباشد.

## زندگی‌نامه
فتح‌الله حسینی در سال ۱۳۴۲ در روستای پنج‌ستون شهرستان سرپل ذهاب در استان کرمانشاه به دنیا آمد. پدر او هیبت‌الله جانباز است. وی در آغاز جوانی با تشکیل سپاه پاسداران انقلاب اسلامی به عضویت این نهاد درآمد و در طول جنگ ۸ سالۀ ایران و عراق در مناطق عملیاتی غرب و جنوب حضور یافت. وی به دلیل آسیب جسمی در جنگ به عنوان جانباز شناخته شده‌است. حسینی پس از پایان جنگ در سال ۱۳۷۲ به تهران مهاجرت کرد. وی در دهۀ ۱۳۸۰ در دانشگاه آزاد اسلامی واحد رودهن در رشتۀ علوم سیاسی تا مقطع دکتری به تحصیل پرداخت.

## سوابق اجرایی و مدیریتی
- عضو هیئت رئیسه کمسیون امنیت ملی و سیاست خارجی مجلس شورای اسلامی [۲]
- نمایندۀ دوره نهم مجلس شورای اسلامی [۳]
- عضو کمیته حقوقی و قضایی دبیرخانه مجمع تشخیص مصلحت نظام  [۴]
- مشاور معاون هماهنگی امور قوای سه گانه مجمع تشخیص مصلحت نظام
- عضو هیئت رئیسه فراکسیون ایثارگران مجلس شورای اسلامی  [۵]
- نایب رئیس کمیته دفاعی مجلس شورای اسلامی[۴]
- رئیس کمیته رزمندگان فراکسیون ایثارگران [۴]

## نمایندگی در مجلس شورای اسلامی

### نمایندگی در مجلس نهم
فتح‌الله حسینی در دورۀ نهم مجلس شورای اسلامی از حوزه انتخابیه قصرشیرین، سرپل ذهاب و گیلانغرب به مجلس راه یافت. وی در این دوره از مجلس عضو کمسیون تلفیق بودجه مجلس شورای اسلامی بوده‌است.

### درگیری در مجلس
در ۲۱ دی ۱۳۹۳، هنگامی که علی مطهری (نماینده مردم تهران) در حال ارائه نطق قانونی خود در بیان مخالفت حصر سران جنبش سبز بود، فتح‌الله حسینی به سمت وی حمله کرد و تلاش نمود تا علی مطهری را از تریبون مجلس به پایین بکشد. این یورش با مقاومت علی مطهری مواجه و منجر به درگیری فیزیکی و در نهایت اعلام ختم جلسه و جلوگیری از ادامه نطق علی مطهری در مجلس شد.
مجید انصاری معاون پارلمانی رئیس جمهوری حسینی را یکی از ۱۰ نمایندۀ مجلس دانست که بیشترین سؤال را از وزرا پرسیده‌اند.

### اقدامات در مجلس
فتح‌الله حسینی نماینده قصر شیرین و سرپل ذهاب اوایل بهمن‌ماه ۹۲ در نامه‌ای به نوبخت معاون برنامه‌ریزی و نظارت راهبردی رئیس‌جمهور هشدار داد که بخش اعظم استان کرمانشاه بر روی گسل قرار دارد. وی در نامه خود درخواست کرده بود که دولت بودجه لازم را برای مقاوم‌سازی واحدهای مسکونی در معرض خطر در نظر بگیرد.
وی همچنین تخصیص اعتبار برای تعریض گردنأ پاتاق را پیگیری کرد.

### ناکامی در انتخابات مجلس دهم
فتح‌الله حسینی در انتخابات مجلس دهم نیز شرکت کرد اما موفق به کسب رای لازم نشد و نتوانست به مجلس دهم راه بیابد.

## کتاب
فتح‌الله حسینی در سال آخر نمایندگی خود با نوشتن کتابی به نام «گزارش به مردم» گزارشی از ۱۲۶۰ روز فعالیت خود در مجلس نهم ارائه کرد. این کتاب سال ۹۴ در انتشارات آریوحان به چاپ رسید.
و همچنان در مجلس هست و در سال های بعد خواهد شرکت کرد